# مریل (دهانه)
مریل یک دهانه برخوردی در ماه‌ است.

## دهانه‌های اقماری
این دهانه ۲ دهانه اقماری دارد.
| Merrill | عرض جغرافیایی | طول جغرافیایی | قطر          |
| ------- | ------------- | ------------- | ------------ |
| Y       | ۷۶.۸° N       | ۱۱۵.۴° W      | ۳۵.۰ کیلومتر |
| X       | ۷۷.۰° N       | ۱۱۹.۲° W      | ۳۴.۰ کیلومتر |